# النجوم تحاكم القمر
النجوم تحاكم القمر هي رواية من تأليف الكاتب السوري حنا مينه صدرت عن دار الآداب للنشر والتوزيع عام 1993، وهي الرواية الأولى في ثنائية روائية ضمت كل من رواية النجوم تحاكم القمر ورواية القمر في المحاق.

## موضوع الرواية
يغلب على رواية النجوم تحاكم القمر الطابع الفانتازي حيث تدور أحداث الرواية حول مؤلف تعلن شخصيات رواياته تمردها عليه وتبدأ في محاكمته على خلقه لها في مناخ فاسد ولومه على المصائر المجحفة التي اختارها لها، بل وحتى شخصيات رواياته التي لم يكتبها بعد تبدأ في لومه ومحاكمته هي الأخرى لأنه وعد بكتابتها وأخلف وعوده. جعل حنا مينه من الحوار عنصرا أساسيا في هذه الرواية، وخلال الأحداث نكتشف أن هذا الكاتب يمثل حنا مينه نفسه، وقد جعل شخصيات رواياته التي كتبها مثل رواية الياطر ومأساة ديمتريو والشراع والعاصفة تحاكمه.

## شخصيات الرواية
- عناد الزكرتاوي: المؤلف.
- أبو فارس: رئيس المحكمة.
- مفيد الوحش: بطل رواية نهاية رجل شجاع.
- الطروسي: بطل رواية الشراع والعاصفة.
- مريم السودا: إحدى شخصيات رواية المصابيح الزرق.
- نايف الفحل: زوج مريم السودا.
- كاترين: إحدى شخصيات روايات المرفأ البعيد والدقل وحكاية بحار.
- ابن برو: شخصية في إحدى الروايات تثير الشغب داخل المحكمة.
- شكوس: سيدة عاقلة من حارة الشحادين، وهي شخصية من رواية لم يكتبها الزكرتاوي بعد.

## مقتطفات من الرواية
- «أنا مظلوم! مظلوم والله! يا سيدي، هؤلاء أبنائي، أنا خلقتهم، أنا جئت بهم غلى الوجود، ألم تسمعهم ينادونني "يا أبتاه!؟ الأبن لا يقاضي والده.»56
- «أشهد أغرب محاكمة لأعجب ادعاء، غرابة المحكمة أنها عائلية، بين خالق ومخلوقاته، بين أب وأولاده، وعجيبة الادعاء أنه ادعاء بظلم وقع ولم يوقع، صادر عن كائنات رأت النور، وكائنات تنتظر دورها لتراه، والمتهم مسؤول عن الذين استولدهم من رحم الغيب، ومنحهم الحياة، وعن الذين لم يستولدهم بعد، لأن حينهم لم يحن بعد.»
- «إن الخالق الأدبي يرسم بالكلمات، وها هو بالكلمات يحاكم، فهل هناك ظلم أبشع من هذا!»
- «لسنا لتقرير أسبقية البيضة على الدجاجة.. هذه متاهات وسفسطة! الزكرتاوي كان واضحا في قوله إن كل هؤلاء الموجودين في هذه القاعة، كانوا طيوفا في رأسه قبل أن يكونوا شخصيات في كتبه، إذن هناك طيوف صارت شخوصا، وهناك طيوف ما زالت طيوفا، والقضية هي التالية: من له حق الأسبقية في نظر دعواه، الشخوص أم الطيوف؟ النيابة العامة ترى حق الأسبقية للشخوص، لكنها لا تعترض في نظر قضية الطيوف بعد ذلك.»

## أنظر أيضًا
- قائمة مؤلفات حنا مينه

## وصلات خارجية
- صفحة رواية النجوم تحاكم القمر على موقع جود ريدز